# SNR G327.1-01.1
SNR G327.1-01.1, llamado también 2E 3517 e IRAS 15506-5454, es un resto de supernova que se localiza en la constelación austral de Norma. Fue descubierto como radiofuente no térmica en 1973 comparando observaciones a 408 MHz del radiotelescopio Molonglo con observaciones a 5000 MHz del radiotelescopio Parkes.

## Morfología
SNR G327.1-01.1 es un resto de supernova compuesto que contiene en su centro una nebulosa de viento de púlsar o plerión (PWN) brillante de compleja estructura, tanto en banda de radio como en rayos X. La morfología de SNR G327.1-01.1 en banda de radio muestra un tenue caparazón simétrico, de 17 minutos de arco de diámetro, rodeando el plerión que se presume impulsado por un púlsar aún por descubrir. La parte más brillante de dicho plerión se encuentra descentrada con respecto al resto de supernova.
Una estructura distinta, en forma de dedo, sobresale del plerión hacia el noreste, pudiendo ser el púlsar en rápido movimiento a través del resto de supernova.
Se piensa que la nebulosa de viento de púlsar ha sido impactada recientemente por el choque inverso de la supernova.
Por su parte, el brillo máximo en rayos X se encuentra desplazado respecto al máximo en radio. La naturaleza «compuesta» de SNR G327.1-01.1 evidencia una fuente de rayos X compacta, el probable equivalente del púlsar que impulsa el plerión.
Observaciones de rayos X con Chandra han revelado una morfología muy compleja: una estructura cometaria que se parece a una onda de choque, rasgos similares a puntas que se extienden en grandes arcos en el interior del remanente, y emisión térmica desde el caparazón de SNR G327.1-01.1.
Recientemente el telescopio Fermi ha detectado emisión de rayos gamma procedente de este resto de supernova.

## Edad y distancia
De acuerdo a simulaciones hidrodinámicas, la morfología y la evolución de SNR G327.1-01.1 concuerdan con un resto de supernova compuesto de 17 000 años de edad que se ha expandido en un gradiente de densidad cuya orientación era perpendicular al movimiento del púlsar.
La distancia de este remanente a la Tierra, calculada utilizando estrellas del apelotonamiento rojo (RC) como candelas estándar, es de 4520 ± 840 pársecs.